# Nowy Dwór
Nowy Dwór è un comune rurale polacco del distretto di Sokółka, nel voivodato della Podlachia.
Ricopre una superficie di 120,88 km² e nel 2004 contava 2 966 abitanti.